# Diritti LGBT in Italia
I diritti delle persone LGBT in Italia sono meno tutelati rispetto agli altri Paesi dell'Europa occidentale. I cittadini italiani LGBT, infatti, affrontano ostacoli dal punto di vista legale non incontrati da cittadini non-LGBT per quanto riguarda le adozioni e il riconoscimento del matrimonio egualitario, a causa della mancanza di specifiche norme nel Paese.
L'opinione pubblica sull'omosessualità è generalmente considerata sempre più aperta, più o meno in linea con la media europea. Ciononostante, nel paese sono ancora numerosi i casi di discriminazione nei confronti delle persone LGBT. Secondo un sondaggio realizzato da Eurispes nel 2023, la maggioranza degli italiani è a favore delle unioni civili (70,1%), del matrimonio egualitario (65,2%) e dell'adozione congiunta da parte di coppie dello stesso sesso (51,4%).
I rapporti tra persone dello stesso sesso sia maschili sia femminili non sono più puniti per legge dal 1º gennaio 1890, con l'entrata in vigore del Codice Zanardelli. Le persone transgender possono cambiare legalmente sesso dal 1982.
Dal 5 giugno 2016 le coppie dello stesso sesso possono accedere alle unioni civili, istituite con la Legge n. 76 del 20 maggio 2016, che garantiscono tutti i diritti del matrimonio, con l'eccezione dell'obbligo di fedeltà e delle adozioni. L'Italia fu uno degli ultimi Paesi dell'Europa occidentale ad approvare una legge sulle unioni civili. La legge n. 76 fornisce, inoltre, alle coppie conviventi, siano esse dello stesso sesso o di sesso opposto, alcuni diritti minimi. Il diritto all'adozione del figlio del partner, rimosso all'ultimo dalla legge, è stato al centro di diverse sentenze, inclusa una della Corte suprema di cassazione.
Sebbene le discriminazioni in ambito lavorativo basate sull'orientamento sessuale siano vietate sin dal 9 luglio 2003, in attuazione di una direttiva dell'Unione europea, nessun'altra legge nazionale contro le discriminazioni basate sull'orientamento sessuale o l'identità di genere è stata al momento introdotta ampliando il divieto di discriminazione negli altri settori; peraltro, alcune regioni italiane si sono mosse in tal senso con alcune leggi a efficacia limitata sin dal 2004. Nonostante sia dal 2006 che il Parlamento europeo richiede all'Italia di colmare questo vuoto legislativo, l'ultimo tentativo (Ddl Zan del 2021) si è rivelato fallimentare.
Secondo il rapporto ILGA-Europe del 2025, l'Italia si classifica 35ª su 49 Paesi europei per quanto riguarda i diritti delle persone LGBT.

## Legalità dei rapporti tra persone dello stesso sesso

### L'Unità d'Italia e il Codice Zanardelli
Nella prima metà dell'Ottocento diversi Stati preunitari adottarono nuovi codici penali che, prendendo a modello il codice penale francese del 1810, non prevedevano pene per i rapporti tra persone dello stesso sesso. Tali stati furono il Regno delle Due Sicilie nel 1819, il Ducato di Parma e Piacenza nel 1820, il Granducato di Toscana nel 1853 e il Ducato di Modena e Reggio nel 1855.
I rapporti omosessuali rimasero invece criminalizzati nel Regno di Sardegna, dove l'articolo 425 del codice penale sabaudo puniva gli atti di "libidine contro natura" con il carcere o i lavori forzati fino a dieci anni, nel Regno Lombardo-Veneto, dove l'articolo 129 del codice penale austriaco del 1852 puniva gli atti di "libidine con persone del medesimo sesso" con il carcere duro da uno a cinque anni, e nello Stato Pontificio, dove l'articolo 178 del Regolamento su i delitti e sulle pene del 1832 puniva i "colpevoli di delitto consumato contro natura" con l'ergastolo.
Con la proclamazione del Regno d'Italia nel 1861, il codice penale sabaudo fu esteso al resto della penisola, ma con alcune notevoli eccezioni: il codice penale toscano del 1853, che non criminalizzava i rapporti omosessuali, continuò ad essere applicato nei territori dell'ex Granducato di Toscana, e una serie di articoli, compreso il numero 425, non furono estesi alle province napoletane dell'ex Regno delle Due Sicilie. Si venne quindi a creare una situazione decisamente anomala in cui i rapporti tra persone dello stesso sesso erano illegali in alcune zone del paese e legali in altre.
Questa bizzarra situazione venne sanata solo con l'approvazione del codice penale italiano del 1889, entrato in vigore il 1º gennaio 1890, che si applicava all'intero territorio del Regno d'Italia.
Il nuovo codice, comunemente noto come "Codice Zanardelli" dal nome dell'allora ministro di Grazia e Giustizia, non conteneva alcuna menzione di "atti contro natura" e decriminalizzò di conseguenza i rapporti tra persone dello stesso sesso in tutto il paese. Questa decisione non fu però motivata da un atteggiamento liberale nei confronti dei rapporti omosessuali, bensì dall'idea che essi dovessero essere considerati "come peccati alla sanzione della religione e della privata coscienza". L'articolo 331 fissava l'età del consenso a 12 anni, senza fare distinzioni tra rapporti omosessuali ed eterosessuali.

### La dittatura fascista e il Codice Rocco
La situazione non venne neanche modificata 40 anni dopo dal fascismo con la promulgazione del Codice Rocco il 19 ottobre del 1930, sebbene la bozza di legge contenesse, in origine, un articolo (il 528), rubricato come "relazioni omosessuali", che prevedeva pene fino a 3 anni per chiunque compisse «atti di libidine su persona dello stesso sesso», ma solo in caso di «pubblico scandalo», e con aumenti fino a 5 anni di pena qualora fossero coinvolti soggetti minorenni (allora fino ai 21 anni d'età).
Lo stralcio della norma, tuttavia, non fu dovuto a una sorta di benevolenza nei confronti di tali pratiche, quanto al fatto - spiega la relazione parlamentare stesa dallo stesso Alfredo Rocco, che il «turpe vizio […] non è così diffuso in Italia da richiedere l'intervento della legge penale: il legislatore, infatti, deve intervenire in cospetto di forme di immoralità solo qualora si presentino nella convivenza sociale in forma allarmante».
L'età del consenso venne fissata a 14 anni (articolo 519, dal 1996 articolo 609-quater), senza distinzioni tra rapporti omosessuali ed eterosessuali.
Ciò non impedì al fascismo di colpire i comportamenti omosessuali maschili con punizioni amministrative, come l'ammonizione e il confino.

### Dal secondo dopoguerra ad oggi
La situazione del Codice Rocco, che resta il codice penale tuttora in vigore, non è stata modificata dai decenni successivi. Nel secondo dopoguerra i legislatori hanno continuato a rifiutare l'approvazione di leggi che toccassero il tema dell'omosessualità, sia in senso protettivo sia repressivo, trattandola così come questione estranea allo Stato, e riconducibile semmai al campo della morale e della religione. Tale atteggiamento è stato definito ''tolleranza repressiva''.
Paradossalmente, questo atteggiamento ha impedito che nel dopoguerra venissero approvate in Italia leggi che criminalizzassero l'omosessualità, nonostante ci siano stati almeno tre tentativi d'introdurle durante i primi anni '60. A bloccare questi tentativi fu soprattutto la contrarietà della Democrazia Cristiana, partito maggioritario dell'epoca e principale sostenitore della "tolleranza repressiva".
- Il 22 gennaio 1960 l'On. Clemente Manco, del Movimento Sociale Italiano (MSI) presenta la proposta di legge nº 2990: “Chiunque ha rapporti sessuali con persona dello stesso sesso è punito con la pena della reclusione da sei mesi a due anni... Se dal fatto deriva pubblico scandalo, la pena è aumentata...”.
- Il 29 aprile 1961 l'On. Bruno Romano, del PSDI, presenta una proposta di legge che vede la "condanna fino a dieci anni per chiunque abbia rapporti omosessuali, e fino a venti se ci sono aggravanti."

In questo periodo abbiamo lo "Scandalo dei balletti verdi" (1960) e il "caso Braibanti" nel 1964, in cui i genitori dell'amante dell'uomo lo accusarono di manipolare mentalmente il proprio figlio con l'intenzione di trasformarlo in omosessuale.
Nel 1968 Aldo Braibanti fu condannato a 9 anni di reclusione, che furono successivamente ridotti a 6 e infine a 4.A differenza dello scandalo precedente, il caso fu manipolato dai conservatori per dimostrare la perversione della sinistra, i cui valori sostenevano essere atti a corrompere i giovani e l'istituzione della famiglia tradizionale, in quanto Braibanti era comunista oltre a essere stato partigiano.
L’Italia ha compiuto progressi rilevanti per garantire l’uguaglianza alle persone LGBTQ+, ma ci sono ancora notevoli ostacoli da superare. Il futuro dei diritti LGBTQ+ nel paese sarà determinato dal modo in cui verranno affrontate le questioni culturali e legislative, oltre che dall’impatto dei movimenti sociali e delle pressioni internazionali.

## Protezione dalle discriminazioni

### Decreto legislativo n. 216 del 9 luglio 2003
Il 27 novembre 2000 il Consiglio dell'Unione europea approvò la direttiva 2000/78/CE, finalizzata a combattere le discriminazioni dirette o indirette basate su disabilità, orientamento sessuale, religione, convinzioni personali ed età all'interno del mondo del lavoro. Entrata in vigore il 2 dicembre, concedeva agli Stati membri tre anni per incorporarne le disposizioni all'interno delle rispettive leggi nazionali. Il 3 luglio 2003, in seguito al parere favorevole delle Commissioni di Camera e Senato, il Consiglio dei ministri deliberò il recepimento della direttiva tramite il decreto legislativo n. 216. Il decreto venne firmato dal Presidente della Repubblica Carlo Azeglio Ciampi il successivo 9 luglio, fu pubblicato nella Gazzetta Ufficiale il 13 agosto ed entrò in vigore il 28 agosto.
Il decreto presentava tuttavia una serie di differenze rispetto alla direttiva 2000/78/CE, in particolare nell'articolo 3, dove il secondo periodo del comma 3 stabiliva che non costituiva atto discriminatorio considerare l'orientamento sessuale ai fini dell'idoneità a entrare o permanere nelle forze armate, nei servizi di polizia, penitenziari o di soccorso. Il 12 dicembre 2006, queste modifiche portarono la Commissione europea ad aprire una procedura di infrazione nei confronti dell'Italia (2006/2441), in cui si dichiarava che il paese aveva recepito incorrettamente la direttiva. Il 29 maggio 2008, come parte della conversione del decreto-legge n. 59 dell'8 aprile 2008 nella legge n. 101, la Camera dei deputati approvò una serie di modifiche al decreto legislativo n. 216/2003 per adeguarlo alle richieste della Commissione, inclusa la rimozione del secondo periodo del comma 3 dell'articolo 3. Dopo essere stata approvata anche dal Senato il 4 giugno, la legge venne firmata dal Presidente della Repubblica Giorgio Napolitano il successivo 6 giugno ed entrò in vigore due mesi dopo.
A sinistra il testo dell'articolo 3, comma 3, nella sua versione originale del 2003, a destra il testo dopo le modifiche del 2008:
| «Nel rispetto dei principi di proporzionalità e ragionevolezza, nell'ambito del rapporto di lavoro o dell'esercizio dell'attività di impresa, non costituiscono atti di discriminazione ai sensi dell'articolo 2 quelle differenze di trattamento dovute a caratteristiche connesse alla religione, alle convinzioni personali, all'handicap, all'età o all'orientamento sessuale di una persona, qualora, per la natura dell'attività lavorativa o per il contesto in cui essa viene espletata, si tratti di caratteristiche che costituiscono un requisito essenziale e determinante ai fini dello svolgimento dell'attività medesima. Parimenti, non costituisce atto di discriminazione la valutazione delle caratteristiche suddette ove esse assumano rilevanza ai fini dell'idoneità allo svolgimento delle funzioni che le forze armate e i servizi di polizia, penitenziari o di soccorso possono essere chiamati ad esercitare.» | «Nel rispetto dei principi di proporzionalità e ragionevolezza e purché la finalità sia legittima, nell'ambito del rapporto di lavoro o dell'esercizio dell'attività di impresa, non costituiscono atti di discriminazione ai sensi dell'articolo 2 quelle differenze di trattamento dovute a caratteristiche connesse alla religione, alle convinzioni personali, all'handicap, all'età o all'orientamento sessuale di una persona, qualora, per la natura dell'attività lavorativa o per il contesto in cui essa viene espletata, si tratti di caratteristiche che costituiscono un requisito essenziale e determinante ai fini dello svolgimento dell'attività medesima.» |

### Condanne note per omofobia in Italia
Una delle condanne più note avute sulla base di questa direttiva è stata quella nei confronti dell'avvocato Carlo Taormina il quale, nel luglio 2013, durante un'intervista radiofonica affermò che non avrebbe mai assunto un omosessuale nel suo studio legale.
Il Tribunale di Bergamo condannò Taormina al pagamento di 10.000€ e ordinò la pubblicazione della sentenza su un giornale nazionale a sue spese.
Nel 2008, invece, Danilo Giuffrida ottenne 100.000€ di risarcimento dopo che il Ministero delle infrastrutture e dei trasporti gli ordinò di svolgere nuovamente il test per ottenere la patente di guida a causa del suo orientamento sessuale. Il giudice confermò che il ministero commise una palese violazione della normativa antidiscriminatoria.

### Leggi regionali
Il 15 novembre 2004 la Toscana fu la prima regione italiana a vietare le discriminazioni basate su orientamento sessuale e identità di genere in materia di occupazione, istruzione, servizi pubblici e alloggi. Il governo Berlusconi contestò la nuova legge in tribunale, affermando che solo il governo centrale aveva il diritto di approvare tale legge. La Corte costituzionale annullò le disposizioni in materia di alloggi (per quanto riguarda le case private e le istituzioni religiose), ma per il resto confermò la maggior parte della legislazione.
Successivamente, leggi simili furono approvate in Liguria il 10 novembre 2009, nelle Marche l'11 febbraio 2010, in Sicilia il 20 marzo 2015, in Piemonte il 23 marzo 2016, in Umbria l'11 aprile 2017, in Emilia-Romagna il 1º agosto 2019, in Campania il 7 agosto 2020, e in Puglia il 9 luglio 2024.

### Altri provvedimenti
Il 28 ottobre 2021 la Camera dei Deputati approvò con 271 voti favorevoli e 16 contrari il decreto-legge n. 121 del 10 settembre 2021 su infrastrutture e trasporti, a cui era stato aggiunto, tramite un emendamento presentato dalle deputate Alessia Rotta e Raffaella Paita ed approvato in commissione, una disposizione che vietava di esporre sulle strade e sui veicoli «qualsiasi forma di pubblicità che proponga messaggi sessisti o violenti o stereotipi di genere offensivi o messaggi lesivi del rispetto delle libertà individuali, dei diritti civili e politici, del credo religioso, dell'appartenenza etnica oppure discriminatori con riferimento all'orientamento sessuale, all'identità di genere, alle abilità fisiche e psichiche». Il decreto-legge fu successivamente approvato al Senato il 4 novembre con 190 voti favorevoli e 34 contrari, in seguito alla decisione da parte del governo Draghi di porre la questione di fiducia sul disegno di legge nel testo approvato alla Camera. La legge venne firmata dal Presidente della Repubblica Sergio Mattarella il 9 novembre ed entrò in vigore il giorno successivo.

### Proposte legislative non approvate
Nel 2002, prima del D. Lgs. n. 216 del 9 luglio 2003, Franco Grillini depositò un disegno di legge per modificare l'art. 3 della Costituzione Italiana, al fine di proibire le discriminazioni basate sull'orientamento sessuale. Tale iniziativa non ebbe, però, successo.
Nel 2006 Grillini introdusse una nuova proposta per espandere la legge antidiscriminatoria, questa volta aggiungendo anche l'identità di genere. Tuttavia non ottenne molto sostegno dai vari partiti politici.
Nel 2009, la Camera dei deputati accantonò una proposta contro i crimini d'odio omofobici che avrebbe comportato un aggravamento di pena per i reati commessi a causa dell'orientamento sessuale della vittima, approvando alcune questioni pregiudiziali sollevate dall'Unione di Centro e supportate dalla Lega Nord e dal Popolo delle Libertà e votate anche dalla deputata Paola Binetti, facente parte del Partito Democratico.

#### XVII legislatura
Il 16 maggio 2013, una proposta di legge che avrebbe proibito le discriminazioni sulla base dell'orientamento sessuale e l'identità di genere venne presentata durante una conferenza stampa da quattro deputati di quattro differenti partiti politici, cioè Scalfarotto (PD), Zan (SEL), Tinagli (SC) e Chimienti (M5S). Tale proposta era cofirmata da 221 parlamentari della Camera dei deputati, ma nessuno di essi era dei partiti di centro-destra. Due ulteriori proposte di legge vennero depositate da altri due parlamentari, cioè Fiano (PD) e Brunetta (PdL).
Il 7 luglio, la commissione giustizia approvò un disegno di legge risultante dall'unione di tali proposte. La proposta di legge venne emendata al fine di accogliere le richieste di alcuni membri del parlamento più conservatori timorosi di un'eventuale multa o condanna per aver sostenuto la loro opposizione alle unioni omosessuali. Il 5 agosto la Camera dei deputati iniziò la discussione. Il 19 settembre 2013, la Camera approvò la proposta di legge con 228 voti a favore, 57 contrari e 108 astenuti. Lo stesso giorno, venne approvato un emendamento controverso il quale avrebbe protetto la libertà di parola di politici e membri del clero. Il 29 aprile 2014, il Senato iniziò a esaminare il disegno di legge senza tuttavia mai arrivare all'approvazione definitiva.

#### XVIII legislatura
Il 24 ottobre 2019 la Commissione Giustizia della Camera dei deputati iniziò ad esaminare una serie di proposte di legge volte a combattere le discriminazioni e i crimini d'odio basati su orientamento sessuale e identità di genere. Il 30 giugno 2020 il senatore del Partito Democratico Alessandro Zan depositò una proposta di testo unificato, che il successivo 14 luglio fu adottata come testo base per il proseguimento della discussione in commissione. La proposta avrebbe modificato gli articoli 604-bis e 604-ter del codice penale (legge Mancino del 1993), introdotto una clausola a tutela del "pluralismo delle idee" e riconosciuto il 17 maggio come Giornata nazionale contro l'omofobia, la lesbofobia, la bifobia e la transfobia, invitando le pubbliche amministrazioni e le scuole a organizzare iniziative in tale data.
Il disegno di legge venne sostenuto da Movimento 5 Stelle, Partito Democratico e Liberi e Uguali, e dalle associazioni per i diritti LGBT Arcigay e GayLib. Si dichiararono contro la sua approvazione Lega e Fratelli d'Italia, secondo i quali la proposta avrebbe limitato la libertà d'espressione. I leader dei due partiti, Matteo Salvini e Giorgia Meloni, accusarono inoltre il disegno di legge di volere introdurre il "gender" nelle scuole. Posizioni simili vennero espresse anche da gruppi conservatori quali Pro Vita e Il Popolo della Famiglia, e dalla Conferenza Episcopale Italiana (CEI). La presenza dell'identità di genere fu invece oggetto di forti critiche da parte del movimento femminista trans-escludente e di Arcilesbica.
Dopo una serie di rinvii, la discussione del disegno di legge alla Camera iniziò il 27 ottobre 2020 con il voto sulle pregiudiziali di costituzionalità, respinte con 251 voti contrari e 201 favorevoli. Il 3 novembre venne approvato un emendamento, proposto da Lisa Noja, per vietare anche le discriminazioni basate sulla disabilità. Il 4 novembre il disegno di legge fu approvato alla Camera con 265 voti favorevoli, 193 contrari e un astenuto, passando quindi all'esame del Senato. Il 27 ottobre 2021 il Senato approvò a scrutinio segreto il non passaggio agli articoli (la cosiddetta "tagliola") richiesto da Lega e Fratelli d'Italia, con 154 voti favorevoli, 131 contrari e 2 astenuti, bloccando l'iter e affossando il disegno di legge, impedendo inoltre la possibilità di depositare progetti di legge identici o eccessivamente simili nei sei mesi successivi. L'esito della votazione portò a diverse manifestazioni di protesta.

## Unioni civili
Dal 5 giugno 2016 le coppie dello stesso sesso residenti in Italia possono accedere alle unioni civili, un istituto giuridico di diritto pubblico introdotto dalla Legge n. 76 del 20 maggio 2016 che garantisce tutti i diritti e i doveri del matrimonio, con l'eccezione dell'adozione congiunta e dell'obbligo di fedeltà. La stessa legge prevede anche forme di tutela per le coppie conviventi, siano esse formate da persone dello stesso sesso o di sesso opposto.
Al 2024, l'Italia risulta essere uno dei pochi paesi dell'Europa occidentale a non riconoscere e celebrare i matrimoni tra persone dello stesso sesso, insieme al Principato di Monaco, San Marino e Città del Vaticano.
La prima volta che in Italia si parlò di celebrazioni di unioni tra persone dello stesso sesso avvenne il 2 settembre 1976, con Massimo Consoli, il quale "celebrò" una sorta di “matrimonio laico” per alcune coppie. Il 27 giugno 1992, invece, Paolo Hutter celebrò a Milano le prime unioni civili simboliche in Italia. Nonostante si discutesse di un'ipotetica istituzione delle unioni civili in Italia sin dal 1986 (con una prima proposta di legge datata 12 febbraio 1988) fu solo dopo 30 anni di proposte discusse e bocciate in Parlamento che una legge vide poi la luce.

### Legge n. 76 del 20 maggio 2016

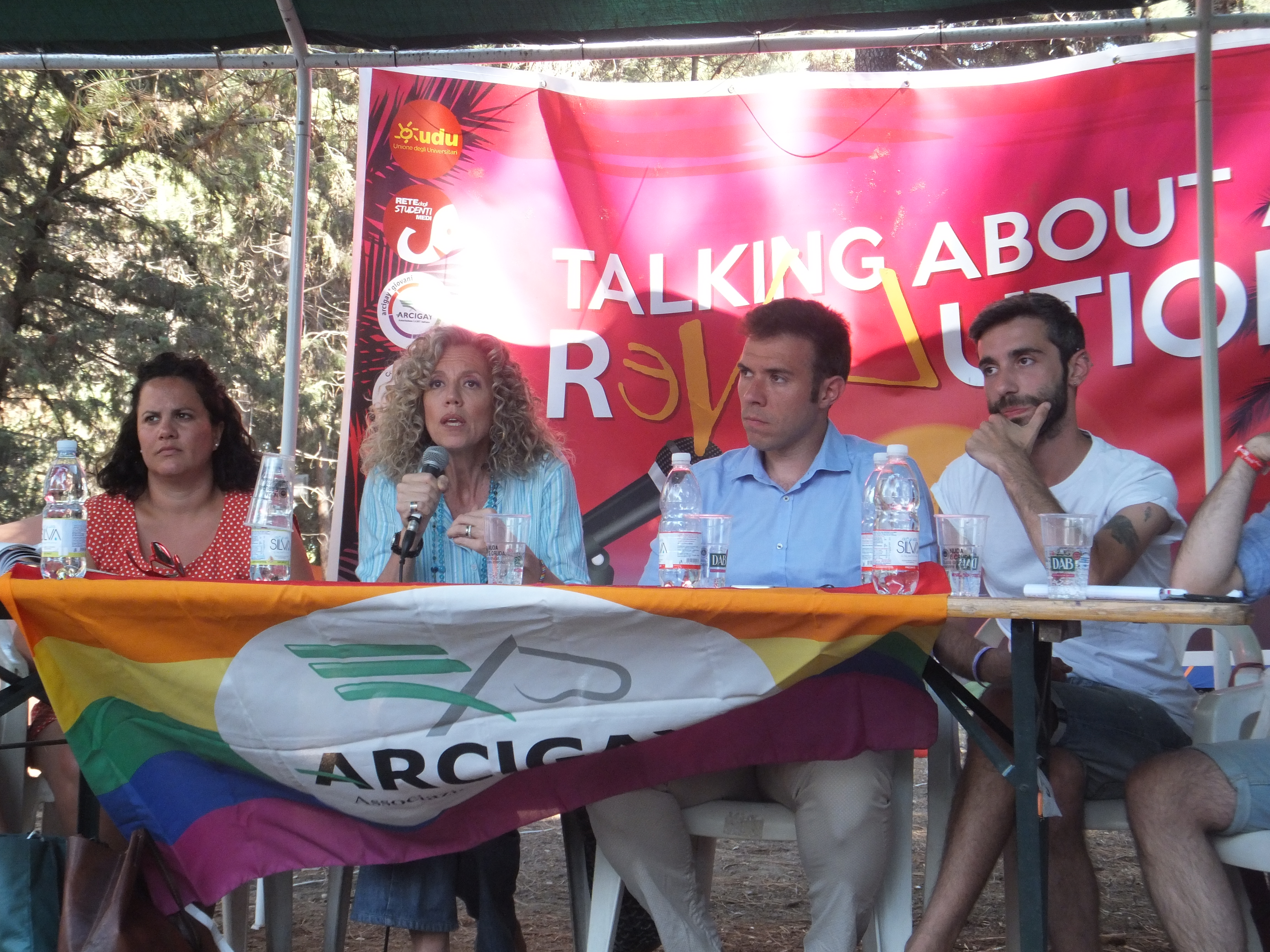
La senatrice Monica Cirinnà (la seconda da sinistra), relatrice della legge sulle unioni civili del 2016.

Nel 2014 la Commissione Giustizia del Senato iniziò ad esaminare in modo congiunto una serie di disegni di legge sulle unioni civili proposti a partire dal 2013. Il 24 giugno venne depositata una prima proposta di testo unificato e la senatrice Monica Cirinnà del Partito Democratico fu nominata relatrice. Una seconda proposta venne depositata il 2 luglio, seguita da una terza il 17 marzo 2015. Il successivo 26 marzo la terza proposta fu adottata come testo base per il proseguimento della discussione in commissione. Questa proposta prevedeva il riconoscimento di quasi tutti i benefici riservati al matrimonio, tra cui l'eredità, la pensione di reversibilità e l'adozione del figlio del partner, vietando esplicitamente però l'adozione congiunta da parte della coppia. Partito Democratico, Movimento 5 Stelle e Sinistra Ecologia Libertà si dichiararono favorevoli alla proposta, mentre Nuovo Centrodestra, Lega Nord, Fratelli d'Italia e Forza Italia si dichiararono contrari.
Il 6 ottobre 2015 il Governo Renzi presentò un disegno di legge basato su tale proposta, che il 14 ottobre venne introdotto al Senato. La discussione in Senato iniziò il 2 febbraio 2016 con il voto sulle pregiudiziali di costituzionalità, respinte con ampia maggioranza. Tuttavia, il 16 febbraio il Movimento 5 Stelle ritirò il suo appoggio al disegno di legge, in quanto contrario all'uso della "regola del canguro" per eliminare gli "emendamenti fotocopia" presentati con il fine di ostruire l'approvazione della legge. Il 23 febbraio il governo Renzi presentò quindi una serie di emendamenti al testo, inclusa la rimozione dell'adozione coparentale e dell'obbligo di fedeltà, con il fine di ottenere l'appoggio di Nuovo Centrodestra, alleato di governo. Il 25 febbraio, il testo emendato, su cui venne posta la questione di fiducia, fu approvato dal Senato con 173 voti favorevoli e 71 contrari. Il 9 maggio il disegno di legge passò all'esame della Camera, dove venne infine approvato, due giorni dopo, l'11 maggio con 372 voti favorevoli, 51 contrari e 99 astenuti, sempre ricorrendo al voto di fiducia. La legge venne firmata dal Presidente della Repubblica Sergio Mattarella il 20 maggio, entrando in vigore il successivo 5 giugno. Il 14 gennaio 2017 i decreti attuativi furono approvati in via definitiva dal Consiglio dei ministri del Governo Gentiloni.
Il 24 giugno 2016, nel comune di Lugo (RA), venne celebrata la prima unione civile. L'approvazione della legge fu accolta positivamente dal movimento LGBT, non mancarono tuttavia critiche legate alla rimozione dell'adozione coparentale. Gli organizzatori della manifestazione Family Day a favore della "famiglia tradizionale" e parte del centro-destra annunciarono invece di voler avviare una raccolta firme per un referendum abrogativo, che non fu però mai portata avanti. Secondo dati ISTAT del 2019 oltre 12 000 coppie si erano unite civilmente dall'entrata in vigore della legge.

### Genitorialità, adozione coparentale e per single LGBT
L'adozione coparentale è regolata dalla legge n. 184/1983. Essa è stata confermata dalla Corte di cassazione in una sentenza pubblicata il 22 giugno 2016.
La Cassazione ha applicato la legge sulle adozioni n. 184/1983 (di cui l'interpretazione era stata già data nella legge sulle unioni civili), con l'ordinanza nº 17100 pubblicata il 26 giugno 2019, la prima sezione della Corte suprema di cassazione riconosce l'adottabilità di minore anche per persone single, quindi anche a single LGBT.
Il 31 marzo 2021 la Corte di Cassazione, con la sentenza n. 9006 delle Sezioni Unite civili, ha stabilito che il riconoscimento in Italia di un’adozione piena pronunciata all’estero da una coppia omosessuale non è contrario all’ordine pubblico, a condizione che non vi sia stato ricorso alla maternità surrogata. La decisione, fondata sul principio del superiore interesse del minore e sul divieto di discriminazione basata sull’orientamento sessuale, ha riconosciuto la legittimità della trascrizione nei registri italiani di un provvedimento di adozione emesso negli Stati Uniti a favore di una coppia di uomini, uno dei quali cittadino italiano. La Cassazione ha così segnato un importante passo avanti nel riconoscimento dei diritti delle famiglie omogenitoriali. 
A partire dal 21 marzo 2025, con la Sentenza n. 33 della Corte Costituzionale, è stato dichiarato incostituzionale l'articolo 29-bis, comma 1, della Legge 184/1983, che escludeva le persone singole, indipendentemente dal loro orientamento sessuale, dalla possibilità di adottare minori stranieri residenti all'estero. Questa decisione ha aperto la strada all'adozione internazionale da parte di persone single, comprese quelle LGBT, anche in Italia. Pertanto, le persone non coniugate possono ora presentare la dichiarazione di disponibilità all'adozione internazionale e, se dichiarate idonee, avviare la procedura per adottare un minore straniero. La valutazione dell'idoneità rimane di competenza del Tribunale per i minorenni, che terrà conto della capacità affettiva, educativa e di mantenimento dell'aspirante genitore. 
La Corte di Cassazione, con la sentenza n. 9216 del 2025, ha stabilito che sulle carte d'identità elettroniche dei minori deve comparire la dicitura "genitore" anziché "padre" e "madre". Questa decisione risponde alla necessità di rappresentare in modo equo e non discriminatorio tutte le configurazioni familiari, comprese quelle con genitori dello stesso sesso. Il caso riguardava un bambino con due madri, una biologica e una adottiva, che avevano ottenuto il riconoscimento della loro genitorialità attraverso la stepchild adoption. Il Tribunale di Roma aveva già ordinato che sulla carta d'identità del minore venisse riportata la dicitura "genitore", mentre il Ministero dell'Interno aveva imposto l'uso delle parole "padre" e "madre", secondo quanto previsto dal Decreto Ministeriale del 31 gennaio 2019. La Corte di Cassazione ha respinto il ricorso del Viminale, confermando la decisione del Tribunale e della Corte d'Appello di Roma. Secondo i giudici della Suprema Corte, il ritorno alle etichette tradizionali imposte dal decreto ministeriale del 2019 è da considerarsi discriminatorio, poiché non rappresenta le coppie dello stesso sesso che hanno fatto ricorso all'adozione in casi particolari. La sentenza sottolinea che la dicitura "padre" e "madre" non riflette tutte le legittime conformazioni dei nuclei familiari e dei correlati rapporti di filiazione, privando così i minori di un diritto fondamentale: quello a un documento che rifletta fedelmente la loro realtà familiare.  Pertanto, le carte d'identità elettroniche dei minori dovranno riportare la dicitura "genitore", senza specificare il sesso o il ruolo genitoriale, per garantire una rappresentazione equa e inclusiva di tutte le famiglie.
La Sentenza n. 68 del 22 maggio 2025 della Corte Costituzionale italiana ha rappresentato una svolta significativa nel riconoscimento legale delle coppie lesbiche in Italia. La Corte ha stabilito che entrambe le donne in una coppia omosessuale devono essere automaticamente riconosciute come madri di un bambino nato all'estero tramite fecondazione in vitro (IVF), senza la necessità di ricorrere all'adozione del figliastro o intraprendere procedimenti legali complessi. Questa decisione ha annullato la prassi precedente, che riconosceva come madre legale solo la donna che aveva partorito, lasciando l'altra partner priva di diritti legali sul bambino. La Corte ha dichiarato incostituzionale tale approccio, sottolineando che il diritto del bambino a essere riconosciuto da entrambe le madri prevale su interpretazioni restrittive della legge. 
Nel luglio 2025, la Corte costituzionale italiana ha stabilito che una madre non biologica in un’unione omosessuale ha diritto agli stessi benefici del congedo di paternità riconosciuti a un padre biologico, equiparando formalmente il suo ruolo a quello paterno e garantendole tempo per creare un legame con il neonato. La Corte ha ritenuto incostituzionale un decreto del 2001 sul congedo parentale, in quanto non riconosceva alla madre non biologica in un’unione civile tra donne il diritto ai 10 giorni obbligatori di congedo di paternità previsti dalla legge italiana. I giudici hanno sottolineato che negare tale congedo comprometterebbe il principio di uguaglianza e il diritto del bambino a ricevere cure da entrambi i genitori, ribadendo che i diritti e i doveri genitoriali derivano tanto dalla scelta consapevole di diventare genitori quanto dal legame biologico. 
Questa sentenza rappresenta un passo importante per i diritti delle famiglie LGBTQ+ in Italia, assicurando alle madri non biologiche pari trattamento sia sul piano del riconoscimento legale, sia nei benefici parentali concreti.

### Le proposte di legge sulle unioni civili dal 1986 al 2008
Tra le proposte di regolamentazione delle coppie di fatto più famose ci sono state in passato quella per l'istituzione del PACS (Patto Civile di Solidarietà), che avrebbe attribuito a una coppia che sottoscrive il patto, eterosessuale o omosessuale, una serie di diritti economici di solidarietà e alcuni diritti civili minori, per esempio il diritto all'eredità in caso di morte del partner, il diritto alla pensione di reversibilità, il diritto al subentro nel contratto d'affitto, il diritto di estensione della cittadinanza o di concessione del permesso di soggiorno in caso un membro della coppia sia straniero, agevolazioni fiscali varie, ma non il diritto all'adozione di figli; e per l'istituzione dei DICO (Diritti e doveri delle persone stabilmente conviventi) con permesso di soggiorno, alloggi nell'edilizia pubblica, successione, obbligo di alimenti, assistenza morale e materiale, contratto di locazione e trattamenti previdenziali e pensionistici, ecc.
Nessuno di questi disegni di legge sul riconoscimento delle coppie gay è mai giunto a essere discusso in Parlamento.
- 1986 
  - L'Interparlamentare donne comuniste presenta una proposta di legge sia al Senato (prima firmataria Ersilia Salvato) sia alla Camera dei deputati (prime firmatarie erano le deputate Romana Bianchi e Angela Bottari).
- 1987 
  - Arcigay presenta a un convegno in Parlamento una Legge per il riconoscimento legale delle convivenze di fatto (vedi: Arci gay nazionale (a cura di),Omosessuali e Stato, Cassero, Bologna 1988, p. 70).
- 1988 
  - 12 febbraio - Agata Alma Cappiello presenta alla Camera dei deputati la proposta di legge Disciplina della famiglia di fatto (2340).
- 1993 
  - 2 dicembre - Graziano Cioni presenta alla Camera dei deputati la proposta di legge In materia di unioni civili (3426).
- 1994
  - 7 giugno - Nichi Vendola presenta alla Camera dei deputati la proposta di legge Disposizioni in materia di unioni civili.
  - 27 ottobre - Graziano Cioni presenta alla Camera dei deputati la proposta di legge Disposizioni in materia di unioni civili.
- 1996
  - 17 maggio - Nichi Vendola presenta alla Camera dei deputati la proposta di legge Disciplina delle Unioni civili (1020)
  - 11 luglio - Luigi Manconi presenta al Senato la proposta di legge Normativa sulle unioni civili (935).
  - 22 ottobre - Ersilia Salvato presenta la proposta di legge Disciplina delle unioni civili (1518).
  - 11 dicembre - Gloria Buffo presenta la proposta di legge Norme sulle unioni civili (2870).
- 1997
  - 30 luglio - Graziano Cioni presenta la proposta di legge Disposizioni in materia di unioni civili (2725).
- 1998
  - 12 marzo - Antonio Soda presenta la proposta di legge Disciplina dell'unione affettiva (4657)
- 2000
  - 15 settembre - Maurizio Paissan presenta la proposta di legge Norme sulle unioni civili (7292)
  - Nel corso dell'anno 2000 sono presentate altre proposte di legge sulle unioni civili da Luciana Sbarbati, Antonio Lisi e Anna Maria De Luca.
- 2001
  - 31 maggio - Fiorello Cortiana presenta al Senato la proposta di legge Normativa sulle unioni civili (47).
  - 12 giugno - Titti de Simone presenta alla Camera dei deputati la proposta di legge Disciplina delle unioni civili (716).
  - 13 giugno - Katia Bellillo presenta la proposta di legge 795 sulle unioni civili.
  - 25 giugno - Luigi Malabarba presenta al Senato la proposta di legge Disciplina delle unioni civili (305).
  - 5 luglio - Alfonso Pecoraro Scanio presenta alla Camera dei deputati la proposta di legge Norme sulle unioni civili (1232).
  - 20 settembre - Antonio Soda presenta la proposta 1610 sulle unioni civili.
- 2002
  - 8 luglio - Franco Grillini presenta alla Camera dei deputati la proposta di legge Istituzione del registro delle unioni civili di coppie dello stesso sesso o di sesso diverso e possibilità per le persone dello stesso sesso di accedere all'istituto del matrimonio (2982).
  - 21 ottobre - Franco Grillini presenta alla Camera dei deputati la proposta di legge Disciplina del patto civile di solidarietà e delle unioni di fatto (3296).
- 2003
  - 14 aprile - Franco Grillini presenta alla Camera dei deputati la proposta di legge Disciplina dell'unione affettiva (3893)
  - 2 ottobre - Dario Rivolta presenta la proposta 4334 sulle unioni civili.
  - 21 ottobre - Alessandra Mussolini presenta la proposta 4405 sulle unioni civili.
  - 29 ottobre - Enrico Buemi presenta la proposta 4442 sulle unioni civili.
  - 12 novembre - Katia Bellillo presenta la proposta 44782 sulle unioni civili.
  - 22 dicembre - Chiara Moroni presenta la proposta 4585 sulle unioni civili.
  - 29 dicembre - Il Consiglio regionale della Toscana presenta la proposta 4588 sulle unioni civili.
- 2004 
  - 1º ottobre - Titti De Simone presenta alla Camera dei deputati la proposta di legge Disciplina delle unioni civili (5321).
- 2007 
  - 8 febbraio - è presentato dal Consiglio dei ministri il disegno di legge che formalizza i riconoscimenti delle convivenze in Italia, sotto il nome di DICO.
- 2008 
  - 8 ottobre - viene presentato il disegno di legge "Diritti e Doveri di Reciprocità dei conviventi" (noto come DiDoRe).

### I richiami degli organi giudiziari prima della legge n. 76/2016
Secondo la sentenza n.138 del 2010 della Corte costituzionale la Costituzione della Repubblica Italiana non limita il matrimonio alle persone dello stesso sesso. Secondo la corte la decisione di aprire il matrimonio alle coppie dello stesso sesso dipende dalla scelta del legislatore.

Prima delle unioni civili, il 15 marzo 2012, con una sentenza storica, la Corte di Cassazione, esprimendosi sulla richiesta di una coppia omosessuale sposata all'estero di vedere riconosciuto il matrimonio in Italia, pur negando tale riconoscimento in mancanza di leggi specifiche nello Stato italiano, dichiara: 
(Sentenza 4184/2012 della Corte di Cassazione)
Nell'aprile 2013 la Corte costituzionale, in occasione di una conferenza straordinaria sulle sue attività e attraverso il Presidente Franco Gallo, richiama alla necessità di legiferare in merito ai diritti delle coppie omosessuali, sostenendo:
Il 21 luglio 2015 la Corte di Strasburgo ha condannato l'Italia per il mancato riconoscimento delle unioni civili, in quanto all'epoca unico grande Paese dell'Europa occidentale senza alcun riconoscimento per le coppie omosessuali.

## Legge sul cambio di sesso
La Legge n. 164 del 14 aprile 1982, approvata durante il Governo Spadolini I, consente alle persone transgender residenti in Italia di cambiare legalmente sesso.
L'Italia divenne così il terzo paese europeo, dopo la Svezia nel 1972 e la Germania nel 1980, a dotarsi di una legge sul cambio di sesso. Fondamentale per l'approvazione della legge fu la mobilitazione del Movimento Italiano Transessuali (MIT) e del Partito Radicale.
Prima della legge n. 164 le persone transgender erano punite attraverso l'articolo 85 del testo unico delle leggi di pubblica sicurezza del 1940 (mascheramento in pubblico) e l'articolo 1 della legge n. 1423 del 27 dicembre 1956 (attività abituali contro la morale pubblica e il buon costume), rischiando multe o il carcere.
Nell'ottobre 1984, a Pescara, Gabriella Cacciagrano, di 23 anni, è stata la prima donna transessuale a contrarre matrimonio in Italia (con un ragazzo di 26 anni), dopo il riconoscimento del suo nuovo sesso nel 1982.
Il 23 aprile 1995 Marcella Di Folco (1943-2010) diventa la prima donna apertamente sottopostasi a un'operazione per il cambio di sesso a coprire una carica pubblica al mondo, diventando consigliera comunale di Bologna, carica che ricoprirà fino al 30 giugno 1999.
Il 21 luglio 2015 la Corte suprema di cassazione ha stabilito che la sterilizzazione e l'intervento chirurgico di riassegnazione del sesso non sono necessari per cambiare legalmente sesso.
Il 30 settembre 2020 sulla Gazzetta Ufficiale viene riportato che l'AIFA ha stabilito che tutti i farmaci ormonali usati per il processo di femminilizzazione delle donne transgender e per il processo di mascolinizzazione degli uomini transgender saranno gratuiti in tutta Italia a partire dal 1º ottobre 2020. Tale diritto spetterà a tutti coloro che saranno in processo di transizione e che avranno ricevuto una diagnosi di disforia di genere o di incongruenza di genere da «una équipe multidisciplinare e specialistica dedicata». I farmaci saranno distribuiti nelle farmacie ospedaliere.
Il tribunale di Trapani il 6 luglio 2023 ha riconosciuto a una donna transgender il diritto di cambiare nome e identità di genere all’anagrafe senza alcun intervento chirurgico effettuato o programmato e senza alcuna terapia ormonale; primo caso in Italia di una donna transgender riconosciuto dai giudici .
Il 23 luglio 2024, la Corte Costituzionale italiana ha dichiarato incostituzionale la parte in cui prevede l’obbligo di autorizzazione giudiziaria preventiva per gli interventi chirurgici di adeguamento dei caratteri sessuali, quando la persona ha già completato un percorso di transizione sufficiente per ottenere la rettificazione anagrafica. Pertanto, la Corte ha eliminato l’obbligo di un’ulteriore autorizzazione giudiziaria per gli interventi chirurgici di adeguamento dei caratteri sessuali, ma solo dopo che il percorso di transizione è stato considerato “sufficientemente avanzato” e/o è stata ottenuta la rettificazione. Per altri casi, resta indispensabile seguire la procedura ordinaria.
Allo stato attuale in Italia la magistratura ha in ogni sede, dalla giurisdizione di merito a quella di legittimità, affermato la possibilità di mutare solo anagraficamente il proprio sesso per adeguarlo a come la persona effettivamente si senta e si percepisca, anche in assenza di interventi chirurgici; quindi, si può oggi affermare che la giurisprudenza italiana, come quella sovranazionale, favorisce ed agevola il mutamento del sesso anagrafico

## Servizio militare
Le persone omosessuali e bisessuali non sono escluse dal servizio militare, pur rimanendo oggetto di forti discriminazioni. Le forze armate italiane non possono infatti negare a un uomo o a una donna il diritto di servire con il loro grado in ragione del loro orientamento sessuale, dato che questo costituirebbe una violazione dei diritti sanciti dalla Costituzione italiana del 1948.
Ciononostante, il 28 maggio 1964 entrò in vigore il D.P.R. n. 496 che includeva nell'«Elenco delle imperfezioni e delle infermità che sono causa di non idoneità al servizio militare» anche i cosiddetti «invertiti sessuali».
Aldo Busi ottenne l'esonero dal servizio militare nel 1968 proprio in virtù di quest'ultimo decreto, sostituito solamente nel 1985 dal D.P.R. n. 1008. Il nuovo decreto rimosse ogni menzione degli «invertiti sessuali», pur prevedendo la non idoneità in caso di «devianza sessuale».
Il decreto più recente del Ministro della Difesa del 4 giugno 2014 menziona invece «Le parafilie e i disturbi della identità di genere» quali motivazioni per la non idoneità, di fatto vietando il servizio militare alle persone transgender.

## Donazione del sangue
È stato vietato a uomini omosessuali e bisessuali di donare il sangue dal 20 maggio 1984 al 18 aprile 2001. Tale divieto è stato successivamente rimosso dall'allora ministro della salute Umberto Veronesi, durante il periodo del Governo Amato II.

## Terapie di conversione
Nonostante nessuna legge nazionale al momento proibisca esplicitamente la terapia di conversione per l'orientamento sessuale o l'identità di genere, circa 2210 tra professionisti e ricercatori nel campo della salute mentale e della formazione hanno firmato, a partire dal 17 maggio 2010, un comunicato di condanna nei confronti di «ogni tentativo di patologizzare l'omosessualità», affermando che «È nostro dovere affermare con forza che qualunque trattamento mirato a indurre il/la paziente a modificare il proprio orientamento sessuale si pone al di fuori dello spirito etico e scientifico che anima le nostre professioni, e in quanto tale deve essere segnalato agli organi competenti, cioè agli ordini professionali.»
Il presidente del Consiglio Nazionale dell'Ordine degli Psicologi, tra i sopracitati firmatari, in base a un comunicato del 23 agosto 2013 afferma inoltre che «gli psicologi, secondo il Codice Deontologico, non possono prestarsi ad alcuna “terapia riparativa” dell'orientamento sessuale di una persona, bensì collaborare con i propri pazienti nel caso di disagi relativi alla sfera sessuale siano essi avvertiti dagli eterosessuali così come dagli omosessuali».
Secondo infatti l'articolo 4 del codice deontologico degli psicologi italiani «Nell'esercizio della professione, lo psicologo ( [...] ) non opera discriminazioni in base a religione, etnia, nazionalità, estrazione sociale, stato socio-economico, sesso di appartenenza, orientamento sessuale, disabilità (...) utilizza metodi e tecniche salvaguardando tali principi, e rifiuta la sua collaborazione ad iniziative lesive degli stessi».
Nel caso in cui uno psicologo iscritto all'albo svolga la terapia riparativa può dunque ricevere sanzioni disciplinari, che possono portare ad un semplice avvertimento, alla censura, alla sospensione dell'esercizio professionale per un periodo non superiore a un anno o persino alla radiazione.

## Gruppi a sostegno dei diritti LGBT e campagne pubbliche

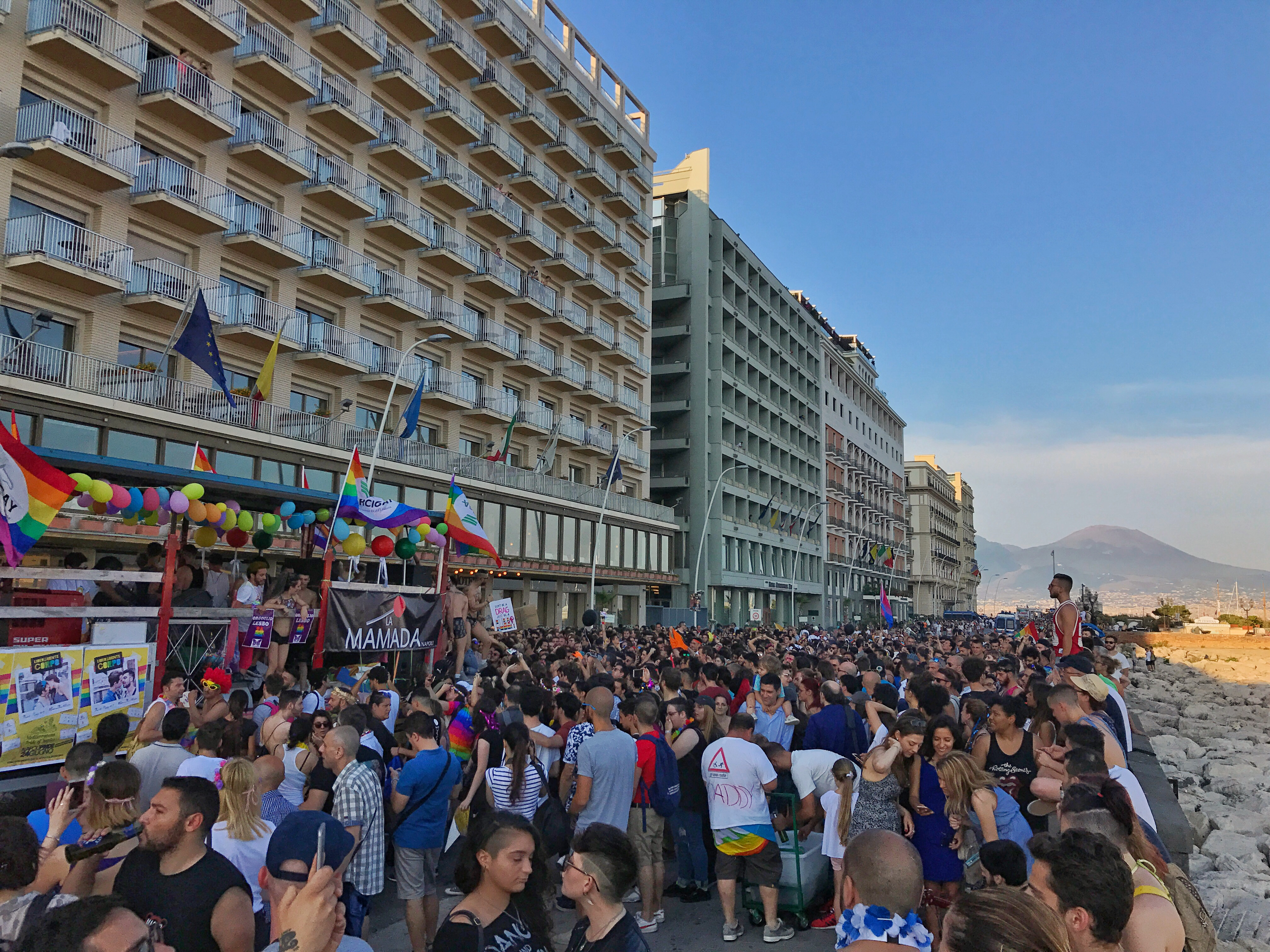
Partecipanti al Gay Pride di Napoli 2017

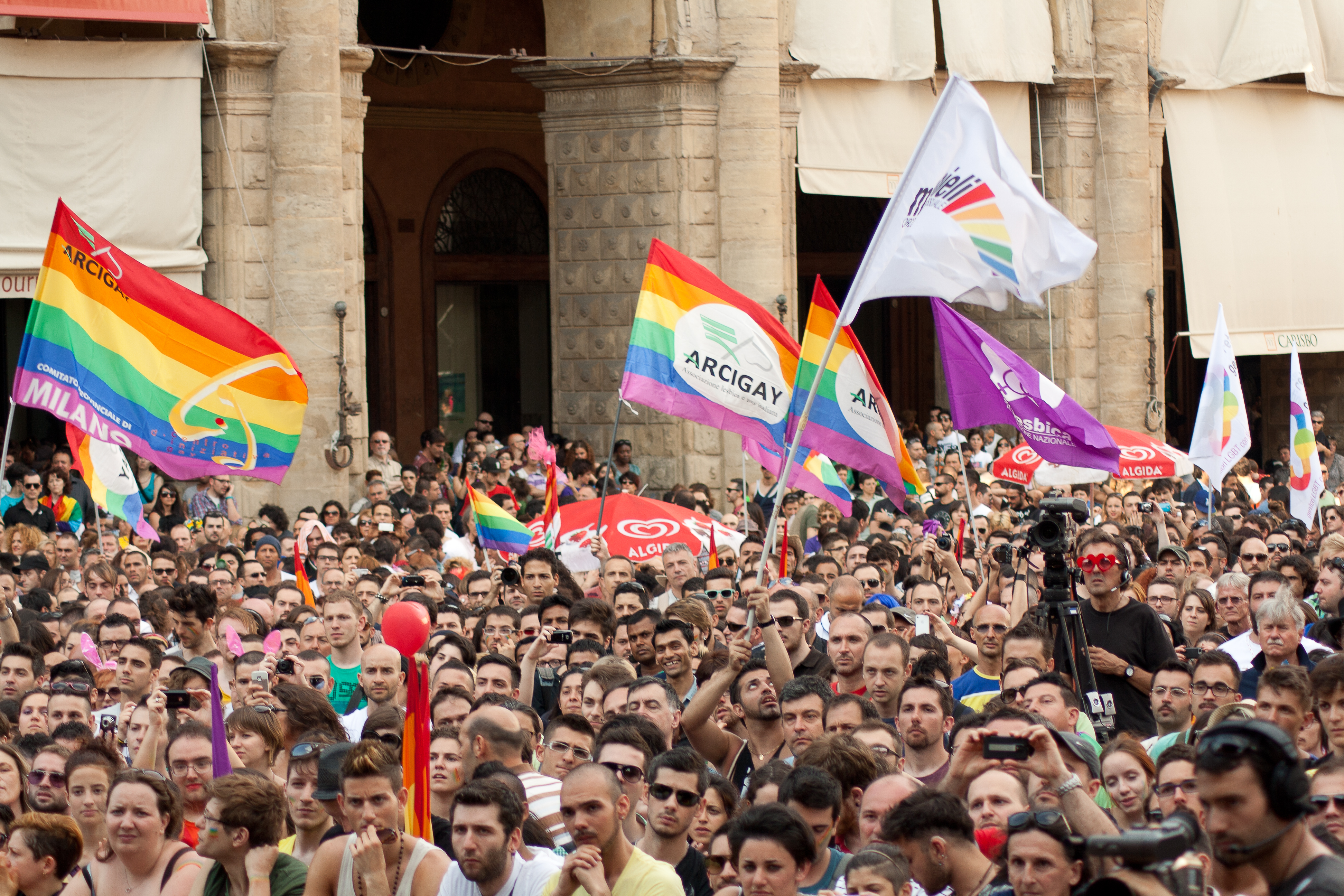
Bologna Pride 2012

Il movimento per i diritti LGBT italiano ebbe inizio durante gli anni 1970, similmente a quanto accadde negli altri paesi dell'Europa occidentale. Nella primavera 1971 nacque a Torino l'associazione Fuori! (acronimo di Fronte Unitario Omosessuale Rivoluzionario Italiano), il primo gruppo italiano per i diritti degli omosessuali. Il 5 aprile 1972 l'associazione organizzò a Sanremo una delle prime manifestazioni omosessuali italiane, per protestare contro il "Congresso internazionale sulle devianze sessuali" organizzato dal Centro italiano di sessuologia, un istituto di ispirazione cattolica promotore delle terapie di conversione.
Nel novembre 1974 Fuori! si alleò politicamente con il Partito Radicale, permettendo al suo leader Angelo Pezzana di essere eletto alla Camera dei deputati in qualità di primo membro apertamente gay del Parlamento italiano. Successivamente diversi membri scelsero tuttavia di abbandonare l'organizzazione, preferendo aderire al movimento del '77.
Il 24 novembre 1979 si svolse a Pisa la Marcia contro la violenza sugli uomini e sulle donne omosessuali, organizzata dal Collettivo Omosessuale Orfeo. Nota anche come "Pisa79", nacque come reazione all'omicidio di un uomo omosessuale a Livorno e al clima generale di violenza nei confronti delle persone LGBT. Essendo stata autorizzata da una questura e patrocinata da un comune, viene generalmente annoverata come il primo Gay Pride italiano.
Nel 1979 nacque anche il Movimento Italiano Transessuali (MIT), la prima associazione italiana per i diritti delle persone trans. Il 4 luglio 1980 alcune donne del gruppo organizzarono una protesta nella piscina pubblica del Lido di Milano, togliendosi improvvisamente il reggiseno del costume e rimanendo in topless per criticare la legislazione italiana che le considerava anagraficamente uomini. Nel 1982 l'attivismo del MIT fu centrale per l'approvazione della legge n. 164 sul cambio di sesso.
Alcuni partiti di sinistra italiani, tra cui il Partito Comunista d'Italia, aprirono alle rivendicazioni LGBT durante gli anni 1980, mentre il collettivo della sinistra culturale ARCI fu all'origine dell'Arcigay, fondata a Palermo, la quale sarebbe poi divenuta la principale organizzazione gay nel Paese. Successivamente la sede fu spostata a Bologna.
Durante gli anni '80 la domanda principale di sostegno fu rivolta alla lotta contro l'AIDS e a campagne specifiche riguardanti gli omosessuali, rompendo il tabù sull'uso del preservativo.
Nello 1982 fu fondata la rivista Babilonia, il magazine LGBT di più lunga durata della storia letteraria italiana, chiuso definitivamente solo nel 2009.
Nel 1990, il movimento di liberazione omosessuale in Italia si era frammentato, anche se Arcigay (nata nel 1980) rimase la principale organizzazione nazionale.
Il 2 luglio 1994 a Roma ha luogo il primo Gay Pride ufficiale della capitale con la partecipazione di Imma Battaglia e di Vladimir Luxuria.
L'8 luglio 2000 si svolge a Roma il Worldpride, con la partecipazione di circa mezzo milione di persone, in occasione del Giubileo. La sua candidatura è stata riproposta per il 2025 in occasione del prossimo Giubileo.

Il 25 ottobre 2007 una pubblicità raffigurante un bambino con un braccialetto con su scritto "omosessuale" ha causato controversie. La pubblicità era parte di una campagna governativa regionale finalizzata a combattere le discriminazioni verso gli omosessuali.

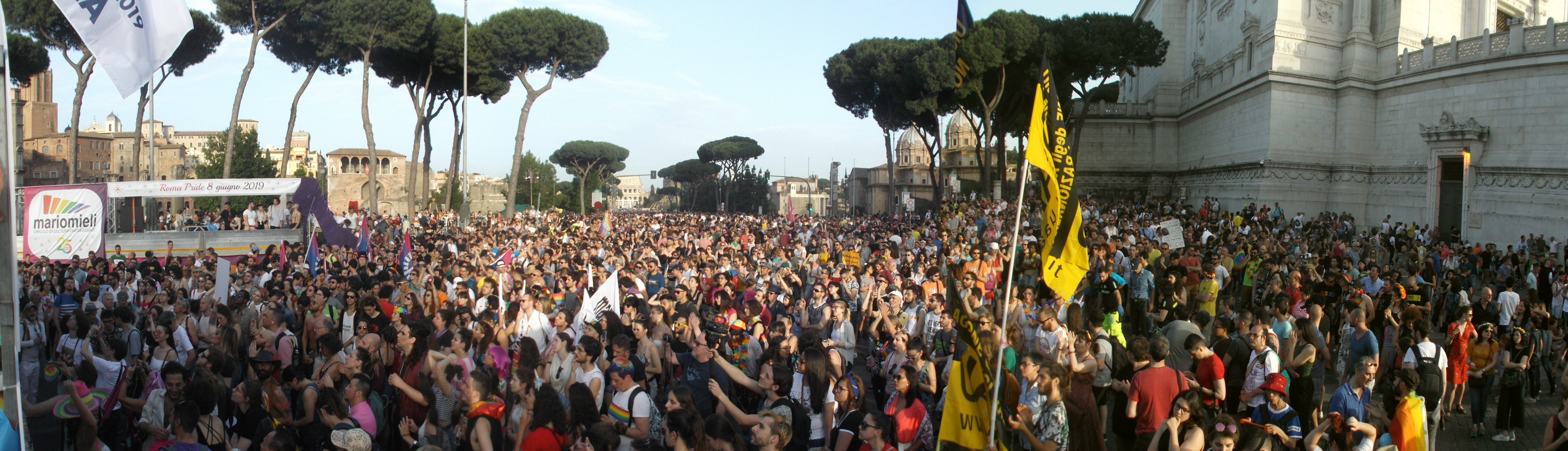
Panoramica del Roma Pride 2019 su via dei Fori Imperiali

Dal 2014 le parate del Pride vengono organizzate in modo itinerante secondo la formula dell' "Onda Pride", che prevede una serie di parate cittadine a copertura dell'intero territorio nazionale; nel 2022 le città coinvolte sono state oltre 40.

## Opinione pubblica (sondaggi)
Sondaggi Eurispes dal 2003 al 2024:
|                                               | 2003  | 2009  | 2013  | 2014  | 2015  | 2016  | 2019  | 2020  | 2021  | 2022  | 2023  | 2024  |
| --------------------------------------------- | ----- | ----- | ----- | ----- | ----- | ----- | ----- | ----- | ----- | ----- | ----- | ----- |
| Unione civile                                 | 51,6% | 58,9% | 77,2% | 78,6% | 64,4% | 67,6% | 65,1% | 67,8% | 64,4% | 67,1% | 70,1% | 69,3% |
| Matrimonio egualitario                        | -     | 40,4% | -     | 47,7  | 40,8% | 47,8% | 50,9% | 59,5% | 58,4% | 61.3% | 65,2% | 64,5% |
| Adozioni per le coppie dello stesso sesso     | 27%   | 19%   | -     | 28,8  | 27,8% | 29%   | 31,1% | 42%   | 44,3% | 48,3% | 51,4% | 54,5% |
| Riconoscimento identità non binaria           | -     | -     | -     | -     | -     | -     | -     | -     | -     | 49,2% | 48,9% | 53,5% |
| Affermazione di genere con autocertificazione | -     | -     | -     | -     | -     | -     | -     | -     | -     | 37,6% | 38,1% | 40,7% |

Nella popolazione, inoltre, l'accettazione di tali tematiche aumenta all'aumentare del livello del titolo di studio, mentre diminuisce all'aumentare dell'età.
- Secondo un sondaggio della Demoscopea effettuato nel 1983, il 46% degli italiani riteneva l'omosessualità una malattia. Nessuno degli intervistati affermò di aver avuto esperienze omosessuali.[163]
- Dal 1985 al 1988 la percentuale di accettazione dell'omosessualità da parte dei giovani è passata dal 27,6% al 32,3%.[164]
- Un sondaggio del 1988 (Fiore 1991) ha rivelato che il 48,8% degli intervistati riteneva che gli omosessuali dovessero avere gli stessi diritti degli eterosessuali, riscontrando comunque una forte attitudine omofoba nelle classi sociali basse e più anziane (il 35,3% di loro dichiarò inoltre che riuscirebbe ad accettare abbastanza facilmente un parente omosessuale mentre il 23% affermò che avrebbe provato ad aiutare un parente omosessuale ad accettarsi senza ansia). Il 45,3% ritenne che l'omosessualità rappresentasse un pericolo per la società, e l'11,2% degli italiani propose misure legali per contrastare il fenomeno.[165]
- In uno studio del 1991 a Bologna il 78,6% delle persone che vi hanno partecipato hanno definito gli omosessuali persone normali con cui non avrebbero avuto problemi a convivere; l'11,7% li definiì viziosi da reprimere e il 9,7% malati da curare.[166]
- Secondo uno studio del Cospes rilasciato il 15 febbraio 1994, su circa 2000 interviste a giovani tra i 14 e i 19 anni residenti nel Nordest della penisola il 27% degli adolescenti ritenne che essere gay o essere lesbiche fosse un vero e proprio "peccato", mentre un 21,3% di loro condannò l'omosessualità a prescindere dal ritenerla o meno un "peccato". Il 71% di loro sostenne che si trattasse di un "atteggiamento da capire", e per il 32% di loro che si trattasse di "una cosa naturale". L'1,4% dei ragazzi dichiarò di avere avuto esperienze omosessuali.[167]
- Secondo uno studio del 1998, realizzato tra italiani cattolici, indicò che il 72,2% degli intervistati fosse a favore di un'unione di fatto per gli omosessuali; il 47,1% dei giovani affermò che gli omosessuali avrebbero dovuto avere gli stessi diritti degli eterosessuali, mentre il 30% si oppose. Il 17,4% pensò che l'omosessualità fosse una malattia e l'8,3% una forma di perversione sessuale che avrebbe dovuto essere proibita.[165]
- Secondo uno studio del 2002, il 72% della popolazione italiana ritiene che gli omosessuali dovrebbero avere gli stessi diritti dei cittadini eterosessuali.[168]
- In un sondaggio del maggio 2005 su 1000 intervistati il 67% degli italiani considerarono le coppie di fatto una realtà accettata e il 52% ritenne giusto accettare l'omosessualità.
- In un sondaggio pubblicato nel 2007 veniva rilevato come il 65% degli italiani pensasse che l'omosessualità dovesse essere accettata dalla società.[169]
- Un sondaggio d'opinione pubblicato nel 2013 ha rivelato che il 74% della popolazione italiana riteneva che l'omosessualità dovesse essere accettata dalla società, mentre il 18% si diceva contrario.[169] L'86% delle persone tra i 18 e i 29 anni dicevano di voler accettare le persone omosessuali contro l'80% delle persone tra i 30 e i 49 anni e il 67% delle persone sopra i 50 anni.
- Nel maggio 2015 PlanetRomeo, un social network LGBT, ha pubblicato il suo primo Gay Happiness Index (GHI). Ai gay di oltre 120 Paesi è stato chiesto come si sentono riguardo alla visione della società sull'omosessualità, come vivono il modo in cui sono trattati dalle altre persone e quanto sono soddisfatti della loro vita. L'Italia si è classificata al 40º posto con un punteggio GHI di 51, appena sopra alle Filippine e sotto al Brasile.
- Secondo uno studio del 2016 il 78% degli italiani supportava la possibilità di consentire alle persone transgender di cambiare il loro sesso nei documenti legali (dopo l'operazione), mentre il 29% sosteneva l'idea di poterlo fare anche senza intervento chirurgico o medico. Oltre a questo il 78,5% degli italiani crede che i cittadini transgender dovrebbero essere protetti dal governo dalle discriminazioni, il 57,7% crede che le persone transgender dovrebbero essere autorizzate a utilizzare i servizi corrispondenti alla loro identità di genere piuttosto che al loro sesso di nascita e solo il 14,9% degli intervistati crede che le persone transgender siano affette da una malattia mentale.[170]
- In riferimento al livello di supporto circa l'estensione del matrimonio alle coppie dello stesso sesso, un sondaggio dell'agenzia Pew Research Center[171] effettuato in 18 Paesi tra Europa e Nord America nell'aprile 2017 riporta una larga maggioranza di italiani favorevole (59%) a una riforma in questo senso; tuttavia dall'inchiesta, l'Italia risulta anche essere il Paese con la più larga proporzione di popolazione contraria (38%) tra quelli analizzati.
- Secondo un sondaggio del 2019 il 75% della popolazione italiana dichiara che gli omosessuali dovrebbero avere gli stessi diritti degli eterosessuali.[172]
- Secondo un sondaggio Eurispes del 2020 il 59,5% dei cittadini italiani è favorevole al matrimonio egualitario, con quasi 20% in più rispetto alla medesima ricerca del 2015 (nel 2019 il 50,9%). Il 77,1% dei 18-24enni ha detto di sì alle nozze gay, (+17% rispetto al 2019), il 70,1% dei 25-34enni, il 66,2% dei 35-44enni, il 55,7% dei 45-64enni e il 45,3% degli over 64. Il 42% ritiene sia giusto che una coppia omosessuale adotti un bambino (31% nel 2019 e 27,8% nel 2015).[173]
- Secondo un sondaggio BiDiMedia di maggio 2021 la maggioranza degli italiani si dichiara favorevole al DDL Zan (per introdurre nei crimini d'odio l'orientamento sessuale, l'identità di genere e la disabilià) con un rapporto di 60% favorevoli, 29% contrari e 11% astenuti.

## Tabella riassuntiva
| Attività e relazioni sessuali legali                                                                                          | (dal 1890) |
| Parità dell'età del consenso                                                                                                  | (dal 1890) |
| Leggi anti-discriminazione sul lavoro                                                                                         | (dal 2003) |
| Leggi anti-discriminazione nella fornitura di beni e servizi                                                                  | / (al momento sono applicate solo a livello regionale in Campania, Emilia-Romagna, Liguria, Marche, Piemonte, Sicilia, Toscana, Umbria e Puglia) |
| Leggi anti-discriminazione in tutti gli altri settori (inclusa discriminazione diretta, crimini d'odio ed espressioni d'odio) | / (al momento sono applicate solo a livello regionale in Campania, Emilia-Romagna, Liguria, Marche, Piemonte, Sicilia, Toscana , Umbria e Puglia; dal 2021 sono vietate pubblicità discriminatorie per orientamento sessuale e identità di genere su strade e veicoli) |
| Leggi anti-discriminazione relative all'identità di genere                                                                    | / (al momento sono applicate solo a livello regionale in Campania, Emilia-Romagna, Liguria, Marche, Piemonte, Sicilia, Toscana , Umbria e Puglia; dal 2021 sono vietate pubblicità discriminatorie per orientamento sessuale e identità di genere su strade e veicoli) |
| Matrimonio egualitario | No |
| Unione civile | (dal 5 giugno 2016) |
| Adozione del figlio del partner per coppie dello stesso sesso                                                                 | (ammessa dalla Corte di Cassazione dal 2016) |
| Adozione da parte di coppie dello stesso sesso                                                                                | / (ammessa all'estero dalla Corte di Cassazione dal 2021) |
| Adozione da parte di single (compresi LGBT)                                                                                   | / (ammessa all'estero dalla Corte Costituzionale con sentenza 33/2025). |
| Maternità surrogata per le coppie dello stesso sesso                                                                          | (la maternità surrogata è vietata dall'articolo 12 della legge n. 40 del 19 febbraio 2004, sia nel caso di coppie dello stesso sesso che di coppie di sesso opposto) |
| Genitorialità automatica per entrambi i coniugi dopo la nascita                                                               | / (dal 2025; solo per coppie lesbiche) |
| Accesso alla fecondazione in vitro per le coppie femminili dello stesso sesso                                                 | / (l'articolo 5 della legge n. 40 del 19 febbraio 2004 limita l'accesso alla procreazione assistita alle sole coppie di sesso opposto coniugate o conviventi. Ammessa all'estero dalla Corte Costituzionale con sentenza 68/2025) |
| Autorizzazione a prestare servizio nelle forze armate (LGBT)                                                                  | / (non vi è ad oggi alcun esplicito divieto per persone omosessuali e bisessuali, tuttavia i "disturbi dell'identità di genere" sono tuttora motivo di non idoneità al servizio militare) |
| Diritto di cambiare legalmente sesso                                                                                          | (dal 14 aprile 1982; dal 2015 per sentenza della Corte costituzionale non è necessario effettuare l'operazione chirurgica per rettificare il sesso anagrafico; dal 2020 la terapia ormonale è gratuita a spesa dello Stato; dal 2024, per sentenza della Corte costituzionale, non è più necessaria l’autorizzazione giudiziaria per effettuare eventuali interventi chirurgici) |
| Terapia di conversione di minori vietate                                                                                      | / (non vietate dalla legge. Tuttavia, il codice deontologico dell'Ordine degli Psicologi proibisce la terapia di conversione) |
| Protezione richiedenti asilo per orientamento sessuale o identità di genere                                                   | (dal 22 ottobre 2020) |
| Permessa la donazione di sangue da parte di uomini omosessuali e bisessuali                                                   | (dal 18 aprile 2001) |